# سام تان
سام تان (بالصينية: 陈振泉) (بالإنجليزية: Sam Tan) هو سياسي سنغافوري، ولد في 13 أكتوبر 1958 في سنغافورة. حزبياً، نشط في حزب العمل الشعبي. وقد انتخب عضو مجلس الشعب السنغافوري عن دائرة Radin Mas Single Member Constituency ‏ وقد انضم خلال فترته النيابية ‏  للكتلة البرلمانية حزب العمل الشعبي وانتخب عضو مجلس الشعب السنغافوري عن دائرة Radin Mas Single Member Constituency ‏ وقد انضم خلال فترته النيابية ‏  للكتلة البرلمانية حزب العمل الشعبي.